# Anthony Baird
Anthony Baird född 11 december 1920 i London England, död 27 augusti 1995, engelsk skådespelare och regissör.

## Filmografi roller
- 1989 - Cheetah
- 1957 – Med glorian på sned
- 1954 - Din dagliga dryck

## Regi
- 1954 - Scania Vabis
- 1954 - Känner ni er Volkswagen